# 泰格伦克乌
泰格伦克乌（羅馬化：Tägrjnkeu；俄語：或，1887年—1946年），出生于俄罗斯帝国列日尼奥沃，楚科奇族，苏联政治人物，是苏联治下楚科奇自治区的首任行政长官。

## 生平
泰格伦克乌出生于渔民家庭，早年当过工人，革命时期参加过布尔什维克党人的活动，并充当翻译。1929年，泰格伦克乌被任命为苏俄治下的楚科奇地区的地方领导人，1932年，泰格伦克乌当选楚科奇苏维埃地区代表大会（Чукотский окружной съезд советов）执行委员会成员，但他并没有加入苏联的执政党联共（布）。1934年，泰格伦克乌因“健康原因”退休，执行委员会主席一职由联共（布）党员捷夫良托接任。1946年，泰格伦克乌去世。